# Dmitrij Romanoff
Dmitrij Romanowicz Romanoff, ros. Дмитрий Романович Романов, ang. Dmitri Romanoff (ur. 17 maja 1926 w Cap d’Antibes, zm. 31 grudnia 2016 w Kopenhadze) – rosyjski polityk, bankowiec; działacz filantropijny; historyk amator specjalizujący się w falerystyce. W latach 2014–2016 przewodniczący Stowarzyszenia Rodziny Romanowów.

## Powiązania dynastyczne
Był potomkiem cara Mikołaja I, prawnukiem wielkiego księcia Mikołaja, wnukiem wielkiego księcia Piotra i synem księcia Romana. Był spokrewniony z czarnogórską królewską dynastią Petrowiciów-Niegoszów i dalekim potomkiem Zofii Doroty Wittelsbach znajdował się wśród możliwych sukcesorów brytyjskiego tronu.

## Życiorys
Urodził się na wygnaniu w południowej Francji, jako drugi syn księcia Romana Romanowa i hrabianki Praskowii Szeremietiew. Tradycyjne rosyjskie wykształcenie zdobywał we francuskim Antibes, gdzie mieszkał z rodziną do 1936. Przez kolejne 10 lat mieszkał na Kwirynale w Rzymie, gdzie uczęszczał do miejscowej szkoły, po czym wraz z rodziną przeniósł się na kilka lat do Egiptu, następnie powrócił do Włoch, a od 1960 zamieszkał na stałe w Danii, gdzie pracował jako bankowiec do 1993 kończąc karierę jako członek zarządu Danske Bank. Na emeryturze poświęcił się działalności charytatywnej, m.in. jako założyciel dwóch fundacji (w Wielkiej Brytanii w 1993 i w Rosji w 2006).
Od 1979 był członkiem Stowarzyszenia Rodziny Romanowów. 20 kwietnia 2008 został uhonorowany członkostwem honorowym duńskiego stowarzyszenia falerystycznego Ordenshistorisk Selskab.
Żenił się dwukrotnie, w 1959 w Kopenhadze z Johanną von Kauffmann (1 czerwca 1936 – 13 maja 1989), oraz w 1993 w Kostromie z Dorrit Reventlow (ur. 22 kwietnia 1942). Posiadał duńskie obywatelstwo. Mieszkał w Rungsted (gmina Hørsholm) na Zelandii.
Płynnie posługiwał się językiem rosyjskim, francuskim, włoskim, duńskim i angielskim.

## Publikacje
- The Orders, medals and history of Montenegro, 1980. ISBN 87-981267-2-5
- The Orders, medals and history of the kingdom of Bulgaria, 1982. ISBN 87-981267-0-9
- The Orders, medals and history of Greece, 1987. ISBN 87-981267-1-7
- The Orders, medals and history of the kingdoms of Serbia and Yugoslavia, 1996. ISBN 87-981267-3-3
- The Orders, medals and history of Imperial Russia, 2000. ISBN 87-981267-4-1

## Odznaczenia
- Order Danebroga[6]
- Order Świętego Aleksandra
- Order Petrowiciów-Niegoszów[10]
- Order Świętego Piotra[6][11]
- Krzyż Wielki Orderu Daniły I (2005)[12]
- Medal Pamiątkowy 300-lecia Saint Petersburga (2003)[4]
- Order Przyjaźni (2011)[13]
- Order Aleksandra Newskiego (2016)[14]